# Паларет, Чарльз Майкл
Чарльз Майкл Паларет (англ. Charles Michael Palairet; 29 сентября 1882, Беркли, Глостершир, Юго-Западная Англия — 5 августа 1956, Сомерсет, Юго-Западная Англия) — британский дипломат.

## Ранние годы
Паларет был сыном Чарльза Харви Паларета от брака с Эмили Генри. Паларет получил образование в школе Ладгроув и Итонском колледже. Он провел время во Франции и Германии, чтобы улучшить свои языки, прежде чем поступить на дипломатическую службу в 1905 году. 

## Карьера
Учился в Итонском колледже.
На дипломатической службе с 1905 года.
В 1929—19?? годах — посланник Великобритании в Румынии.
В 1937—1938 годах — посол Великобритании в Австрии.
В 1939—19?? годах — посланник Великобритании в Греции.
С апреля 1943 года — в отставке.
Был женат с 1915 года на Mary de Vere Studd (1895—1977), дочери бригадира Герберта Стадда. Сын их дочери Анны (1916—1998) — Доминик Асквит.